# Theta-Operator (Differentialoperator)
Als Theta-Operator bezeichnet man in der Mathematik den Differentialoperator
{\displaystyle \theta =x{\frac {d}{dx}}}
bzw. in {\displaystyle n} Variablen
{\displaystyle \theta =x_{1}{\frac {\partial }{\partial x_{1}}}+\ldots +x_{n}{\frac {\partial }{\partial x_{n}}}}.
Er wird auch als Homogenitätsoperator bezeichnet, weil seine Eigenfunktionen die homogenen Polynome sind. Es gilt nämlich
{\displaystyle \theta (x^{k})=kx^{k}}
bzw. in {\displaystyle n} Variablen
{\displaystyle \theta (f)=kf}
für ein homogenes Polynom vom Grad {\displaystyle k}.